# Liste der Fornminnen in Rödeby

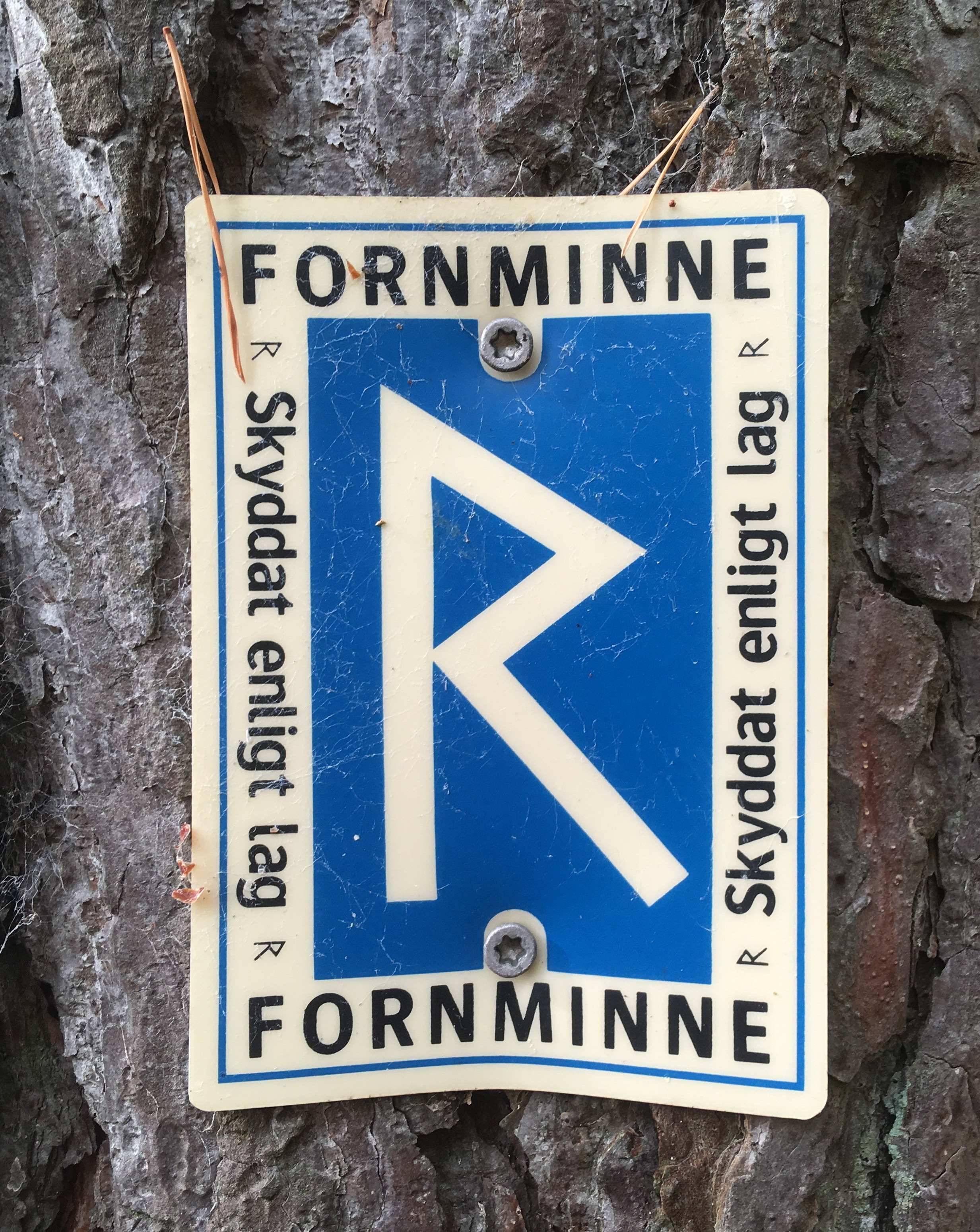
Zeichen für „Fornminnen“ in Schweden

Diese Liste der Fornminnen in Rödeby zeigt die „Alten/antiken Denkmale“ (schwedisch fornminnen) im ehemaligen Socken Rödeby in der heutigen Gemeinde Karlskrona der südschwedischen Provinz Blekinge län, sie ist eine Teilliste der „Liste der Fornminnen in Blekinge“. Die Aufteilung basiert auf der historischen Zuordnung der Gebiete in Socken (siehe auch) und der Einteilung des Zentralamts für Denkmalpflege Riksantikvarieämbetet (RAÄ). Es werden die Fornminnen aufgeführt, die auf dem Suchdienst „Fornsök“ registriert sind, welcher weitere Informationen zu den bekannten kulturhistorischen Überresten in Schweden enthält.

## Begriffserklärung
Fornminnen (schwedisch für alte/antike Denkmale oder archäologische Funde) sind in Schweden alte Objekte und archäologische Funde (Fornlämningar), welche die Überreste menschlicher Aktivitäten in der Vergangenheit bezeichnen, die durch frühere Nutzung entstanden sind und dauerhaft aufgegeben wurden. Dabei gilt für Fornminnen, die vor 1850 entstanden sind, dass sie automatisch durch das Gesetz geschützt sind. Aber auch jüngere Überreste können zu Bodendenkmalen erklärt werden, wenn sie sich an ihrem ursprünglichen Standort befinden und weitgehend erdgebunden sind. Als Fornminnen zählen u. a. Siedlungen und Siedlungsreste aus prähistorischer Zeit, Gräber und Grabstätten, Burgruinen, Ruinen von Klöstern, Kirchen und Schlössern, Steine und Felsen mit Inschriften und Bildern (z. B. Runensteine und Petroglyphen), insofern sie nicht schon als Einzeldenkmal unter Byggnadsminnen (schwedisch für Baudenkmale) oder kyrkliga Kulturminnen (schwedisch für kirchliches Kulturgut) ausgewiesen sind.

## Legende
| ID           | = | ID.Nr. des Denkmalregisters (Fornsök) im schwedische Amt für nationales Kulturerbe (Riksantikvarieämbetet (RAÄ)) |
| Lage         | = | Koordinatenangabe des Standorts                                                                                  |
| Bezeichnung  | = | Bezeichnung des Denkmalobjekts (auch RAÄ-Nr.)                                                                    |
| Beschreibung | = | Name (Denkmaltyp/Dokumentenverweis im Arkivsök) sowie eine kurze Beschreibung des Objekts                        |
| Bild         | = | Bild des Objekts sowie Verweis auf weitere Bilder                                                                |

## Fornminnen Rödeby
| ID             | Lage    | Bezeichnung (RAÄ-Nr.) | Beschreibung | Bild           |
| -------------- | ------- | --------------------- | --- | -------------- |
| 10101200150001 | (Karte) | Rödeby 15:1           | Rödeby 15:1 (Grabstein / L1979:6816) ein ca. 2,65 m hoher geneigt stehender Granit-Grabstein mit fast quadratischen Querschnitt von 0,3 - 0,6 m, nach oben verjüngend, welcher bereits im 18. Jh., 1938 und 1969 ähnlich beschrieben wurde. Steht auf einer ehemaligen Siedlungsfläche Rödeby 15:2 (L1979:6293), welche im Rahmen des Bahnübergangbaus 1993 - 1994 archäologisch untersucht wurde und als ehemaliges Gräberfeld registriert ist.                                                          | Weitere Bilder |
| 10101200150003 | (Karte) | Rödeby 15:3           | Rödeby 15:3 (Grabstein / L1979:6384) Granit-Grabsteinrest ca. 1,5 m hoch und 1 m breit, welcher bereits im 18. Jh., 1938 und 1969 ähnlich beschrieben wurde. Steht nahe einer ehemaligen Siedlungsfläche Rödeby 15:2 (L1979:6293), welche im Rahmen des Bahnübergangbaus 1993 - 1994 archäologisch untersucht wurde und als ehemaliges Gräberfeld registriert ist. | Weitere Bilder |
| 10101200190001 | (Karte) | Rödeby 19:1           | Rödeby 19:1 (Wegmarke / L1979:6926) ein wahrscheinlich um 1794 aufgestellter gusseiserner Meilenstein, westlich direkt neben Karlskronavägen schwedisch Länsväg 122, ca. 1,1 m hoch und 0,7 m breit nach oben verjüngend, auf einem 0,75 x 0,75 m Steinsockel, mit Namenstafel und Aufschrift: „1 \ MIL \ Raab \ 1794“ (wovon Text Raab und Jahreszahl fehlen). | Weitere Bilder |
| 10101200200001 | (Karte) | Rödeby 20:1           | Rödeby 20:1 (Grenzstein / L1979:6927) ca. 1,3 m hoher, nach oben verjüngender Grenzstein, südlich des Hofgrundstück schwedisch „Björkegård“ Rödeby 283 (L1978:8976), vormals als Grabstein registriert. | Weitere Bilder |
| 10101200230001 | (Karte) | Rödeby 23:1           | Rödeby 23:1 (Wegmarke / L1979:6157) gusseiserner Meilenstein ca. 2 km südlich Rödeby ca. 30 m östlich des Bahndamm, ca. 90 x 40 cm Grundriss nach oben spitz zulaufend auf einem 2 x 2 m Steinsockel. (Bildnachweis) | Weitere Bilder |
| 10101200310001 | (Karte) | Rödeby 31:1           | Rödeby 31:1 (Grenzstein / L1979:6276) ca. 1,3 m hoher und 0,5 m breiter Grenzstein am östlichen Rand des heutigen Jugendcamps „Mörtsjöåsen“ (etwa 5 km nordöstlich Rödeby); ca. 200 m östlich davon befindet sich das Fossilienfeld Rödeby 37:1 (L1979:6838) und ca. 200 m im Südwesten am Ostufer des Mörtsjön das Fossilienfeld Rödeby 36:1 (L1979:6389) sowie an der Wegkreuzung ein Gedenkstein mit Bronzetafel (Rödeby 175 / L1978:8991) für den Gründer des Camps Ernst Alvik in den 1930er Jahren. | Weitere Bilder |
| 12000000130843 | (Karte) | Rödeby 50             | Rödeby 50 (Steinhügelgrab / L1978:5191) Steinhügelgrab (ca. 9 m Durchmesser und 1,1 m hoch), ca. 200 m westlich des Westufers des Bastasjön inmitten des Fossilienfeld Rödeby 51 (L1978:5294) und ca. 500 m nordöstlich des ausgedehnten Fossilienfeld Rödeby 86 (L1978:7945) | Weitere Bilder |
| 12000000130849 | (Karte) | Rödeby 51             | Rödeby 51 (Fossilienfeld / L1978:5294) ca. 300 x 150 m großes Steinhaufengebiet mit mindestens 100 Steinhaufen und 3 erhaltenen Steinwällen (5 bis 15 m lang, 2 bis 3 m breit) am westlichen Ufer des Bastasjön ca. 3 km südöstlich Rödeby. Mittig befindet sich das Steinhügelgrab Rödeby 50 (L1978:5191), grenzt im Südwesten an das ausgedehnte Fossilienfeld Rödeby 86 (L1978:7945) | Weitere Bilder |
| 12000000139715 | (Karte) | Rödeby 86             | Rödeby 86 (Fossilienfeld / L1978:7945) ausgedehntes Steinhaufengebiet, ca. 600 x 300 m ca. 3 km südlich Rödeby mit mindestens 300 verschieden großen Steinhaufen mit 2 bis 4 m Durchmesser, welche tw. stark überwachsen sind, auftretende geländeanpassende Terrassenkanten erkennbar; östlich grenzt das Fossilienfeld Rödeby 51 (L1978:5294) mit Steinhügelgrab Rödeby 50 (L1978:5191) an. | Weitere Bilder |
| 12000000140359 | (Karte) | Rödeby 106            | Rödeby 106 (Fossilienfeld / L1978:7761) mit drei weiteren südlich davon gelegenen Fossilienfeldern bezeichnet mit „Rödeby 81“ (12000000139564), „Rödeby 82“ (12000000139565) und „Rödeby 98“ (12000000140127) und einem am südlichen Zugangsweg stehenden Grenzstein (L1979:6928) bezeichnet mit „Rödeby 21:1“ (10101200210001) | Weitere Bilder |
| 12000000145446 | (Karte) | Rödeby 255            | Rödeby 255 (Hofgrundstück / L1978:9187) ca. 90 x 60 m großes historisches Hofgrundstück westlich der Ortslage von Rödeby, erstmals 1624 als „Holen“ erwähnt und ab 1850 als „Johannesberg“ bezeichnet, heute noch bebaut (Karlskronavägen 69, 370 30 Rödeby); östlich davon befindet sich der Meilenstein Rödeby 19:1 (L1979:6926) | Weitere Bilder |
| 12000000145831 | (Karte) | Rödeby 283            | Rödeby 283 (Hofgrundstück / L1978:8976) Reste zweier ehemaliger Hofgrundstücke (1688 unter den Namen Norregården und Södergården bezeichnet, später in schwedisch Björkegård umbenannt) mit südlich davon gelegenen Grenzstein Rödeby 20:1 (L1979:6927). | Weitere Bilder |